# Online e offline
In informatica, l'anglicismo online (anche on-line, on line) è usato quale sinonimo della locuzione in linea; è normalmente contrapposto a offline (o off-line; 'non in linea', 'fuori linea').

## Significato
L'aggettivo online ha sostanzialmente due accezioni differenti:
1. l'essere, per un dispositivo, connesso ad una rete di computer (l'esempio più classico di rete di calcolatori è internet) o telefonica (quindi, propriamente, coincide con l'analogo italiano in linea);
2. l'essere, riguardo a contenuti di svariata natura, disponibile o fruibile su internet (in tal caso, l'aggettivo in questione viene espresso in italiano anche con le locuzioni "in rete", "elettronico" e "virtuale").

Pertanto, il primo aspetto interessa la fisicità di un collegamento con trasferimento di dati, il secondo, diversamente, si riferisce alla disponibilità dei contenuti su internet.

## Nelle reti di calcolatori
Si usa l'espressione "navigazione offline" per indicare la visualizzazione di pagine web, senza essere connessi a nessuna rete.
Durante l'installazione, la maggior parte dei browser crea nel disco rigido una cartella in cui vengono salvate le pagine visitate dall'utente nel corso delle sessioni di connessione a internet. 
L'utente può indicare la dimensione massima di questa memoria (detta cache), nonché specificare se – e ogni quanti giorni – debba essere cancellata.
Appositi plug-in, leggeri e gratuiti, permettono di navigare fuori linea con un determinato browser. Installato il plug-in, le pagine sono accessibili sia digitando l'indirizzo relativo nell'apposita barra degli indirizzi sia aprendo su altri siti collegamenti ad esse associati.
Esempi di queste estensioni sono:
- Zipedia per consultare off-line l'enciclopedia Wikipedia;
- Scrapbook o CacheViewer per Mozilla Firefox;
- Google Gears per le applicazioni web di Google: salva i contenuti nella cache di una certa applicazione, e li gestisce con un database SQLite.

Nel browser Opera è possibile salvare le pagine come "archivio web" per conservare i contenuti (immagini e testo) inalterati, evitando che siano salvati in una molteplicità di cartelle. Analoga operazione è possibile in Internet Explorer, salvando i dati in formato *mht. 
Per consultare un intero sito esistono appositi programmi di download che scaricano una pagina web e tutti i collegamenti in essa contenuti, fino a un livello impostato dall'utente. Questi programmi talora si integrano, e sono richiamati, dai più diffusi navigatori web.